# 윤석열 비상계엄 재판
윤석열 비상계엄 재판은 2025년 1월 26일 오후 6시 55분경, 검찰이 당시 직무정지 상태였지만 대통령이었던 윤석열을 12.3 계엄의 내란 혐의로 구속 기소하여 열리게 된 형사재판이다.
윤석열 대통령은 비상계엄을 선포하여 계엄군을 국회에 출입하게 하여 내란죄라는 이유로 재판을 받는데 이재명 정부에서 계엄법을 개정하여 계엄법 제11조의2(국회의원 등의 국회 출입 및 회의 방해 금지) 와 계엄법 제13조2(국회 출입 금지)를 신설하여 이후에 비상계엄을 선포하여 계엄군이 국회에 출입하거나 국회의원 등의 국회 출입이나 회의를 방해하면 내란죄가 아니라 계엄법 위반 죄 교사범으로 처벌된다

2024년 대한민국 비상계엄에 대한 수사를 진행하던 고위공직자범죄수사처(공수처)의 세 번의 소환에 모두 불응하자 1월 15일 대한민국 헌정 사상 최초로 현직 대통령 신분으로 체포되었다. 2025년 1월 26일 오후 6시 55분경, 서울동부지방검찰청 소속의 '검찰 12·3 비상계엄사태 특별수사본부(약칭: 특수본)'이 당시 직무정지 상태였지만 대통령이었던 윤석열을 내란 우두머리 혐의로 구속 기소하였다.

## 기소 사유
피고인은 나OO, 다OO, 라OO, 마OO, 바OO, 사OO, 자OO, 차OO, 아OO, 퍼OO 및 성명불상의 군인과 경찰공무원 등에게 순차 지시하여, 국회를 봉쇄하고, 국회 선거관리위원회 3곳(과천청사, 관악청사, 수원 선거연수원) C당 당사 여론조사E을 장악하며, 위헌 위법인 포고령에 근거하여 국회의원 정치인 등 주요 인사와 부정선거와 관련되었을 것으로 보이는 선거관리위원회 관계자들을 영장 없이 체포 구금하고, 합리적인 근거 없이 선거관리위원회의 전산 자료를 영장 없이 압수하여 부정선거 및 여론조작 관련 증거를 확보하며, 군 병력을 국회의사당에 침투시켜 국회의원들의 비상계엄 해제요구안 의결을 저지하고, 국회를 무력화시킨 후 별도의 비상입법기구를 창설하여 헌법상의 국민주권제도, 의회제도, 정당제도, 선거관리제도, 사법제도 등 자유민주적 기본질서를 파괴하려는 국헌문란의 목적으로, 헌법과 법률에 위반되는 비상계엄을 대한민국 전역에 선포한 후 국군방첩사령부, 육군특수전사령부, 수도방위사령부, 정보사령부 등에 소속된 무장 군인 1605명과 경찰청 및 서울특별시경찰청, 경기남부경찰청 등에 소속된 경찰관 약 3790명 등을 동원하여, 국회, 선거관리위원회, C당 당사, 여론조사E 등을 점거 출입 통제하거나 체포 구금 압수수색하는 등의 방법으로 강압하여 한 지역의 평온을 해하는 폭동을 일으켰다.— 공소장 결론, 뉴스

윤석열은 다수의 군인과 경찰에게 순차적으로 지시하여, 국회를 봉쇄하고 선거관리위원회 및 정당 여론조사 기관 등을 장악하였으며, 위헌적인 비상계엄령을 근거로 주요 인사들을 영장 없이 체포·구금하고, 전산 자료를 압수하는 등의 불법행위를 자행하였다. 또한 군 병력을 국회에 투입해 비상계엄 해제 요구를 막고, 국회를 무력화한 후 비상입법기구를 창설해 헌정질서를 파괴하려는 목적으로 전국에 비상계엄을 선포하였다. 이 과정에서 약 1605명의 군인과 3790명의 경찰을 동원해 주요 기관을 점거·통제하며 한 지역의 평온을 해치는 폭동을 일으켰다고 '검찰 12·3 비상계엄사태 특별수사본부(약칭: 특수본)'이 공소장을 통해 밝혔다.
| 공소장 관련 정보 |
| --- |
| - 공소장 전문: 뉴스 PDF - 공소장에서의 인물 - 피고인(가OO) : 윤석열 대한민국 제20대 대통령 - 나OO : 김용현 국방부 장관 - 다OO : 박안수 육군참모총장 - 라OO : 여인형 국군방첩사령관 - 마OO : 곽종근 육군특수전사령관 - 바OO : 이진우 수도방위사령관 - 사OO : 문상호 정보사령관 - 아OO : 노상원 前 정보사령관 - 자OO : 조지호 경찰청장 - 차OO : 김봉식 서울특별시경찰청장 - 퍼OO : 김용군 前 제3야전사령부 헌병대장(대령) - 카OO: 신원식 전 국방부장관 - 타OO: 조태용 국가정보원장 - 파OO: 강호필 육군지상작전사령관 - 하OO: 이재명 더불어민주당 대표 - 갸OO: 김민석 서울 영등포구 을 국회의원 & 더불어민주당 최고위원 - 냐OO: 박선원 인천 부평구 을 국회의원 - 댜OO: 정혜전 용산 대통령실 대통령비서실 대변인 - 먀OO: 명태균 - 뱌OO: 박근혜 전 대통령 - 펴OO: 한덕수 국무총리 겸 대통령 권한대행 - 혀OO: 조태열 외교부 장관 - 고OO: 최상목 기획재정부 겸 경제부총리 - 노OO: 이상민 행정안전부 장관 - 도OO: 박성재 법무부 장관 - 로OO: 김영호 통일부 장관 - 모OO: 정진석 용산 대통령실 비서실장 - 소OO: 오영주 중소벤처기업부 장관 - 오OO: 조규홍 보건복지부 장관 - 두OO: 우원식 제22대 국회 전반기 국회의장 & 서울 노원구 갑 국회의원 - 루OO: 한동훈 국민의힘 대표 |

2025년 5월 1일 검찰 12·3 비상계엄사태 특별수사본부(약칭: 특수본)은 윤석열에게 직권남용권리행사방해 혐의를 추가로 기소하면서 기존 공소장에 9쪽이 추가되었다. 윤석열 전 대통령은 경찰, 특전사, 수도방위사령부, 방첩사, 국방부 조사본부, 정보사 등 6개 기관에 대해 국회 봉쇄, 계엄 해제 의결 방해, 반국가세력 체포조 운영, 선관위 출입통제 등 ‘의무 없는 일’을 하도록 지시하여 직권남용 권리행사방해 혐의를 받은 것이다.

## 전개

### 1월
2025년 1월 26일 18시 55분쯤 서울동부지방검찰청 소속의 '검찰 12·3 비상계엄사태 특별수사본부(약칭: 특수본)'는 윤석열을 내란우두머리 혐의로 서울중앙지방법원에 100쪽이 넘는 공소장을 제출했다. 검찰 특수본은 공수처가 하지 못한 대면조사를 성사시켜 혐의를 더 확실하게 하려고 했지만, 법원이 구속 기간 연장을 하지 않으면서 끝내 불발되었다. 이번 사건은 서울중앙지방검찰청이 아닌 '검찰 12·3 비상계엄사태 특별수사본부'가 직접 공소를 유지할 예정인 것으로 전해졌다. 이에 피고인이 된 윤석열 대통령은 내란 혐의를 전면 부인하면서 불법 수사를 주장하고 있다.
1월 31일 사건번호 2025고합129로 서울중앙지방법원 형사 25부(지귀연 부장판사)에 배당되었다. 이 재판부는 현재 김용현 전 국방부장관을 비롯해 조지호 경찰청장, 김봉식 서울경찰청장, 노상원 전 국군정보사령관, 김용군 전 제3야전사령부 헌병대장을 모두 형사 25부(지귀연 부장판사)가 맡고 있었다

### 2월
2월 3일, 윤석열 대통령에 대한 내란 우두머리 혐의 공소장 전문이 공개되었다. 4일에는 윤 대통령 측이 서울중앙지방법원 형사합의25부에 구속 취소를 청구했으며, 이후 7일과 10일에도 추가 의견서가 제출되었고, 법원은 10일에 구속취소 심문기일을 20일로 지정했다. 5일에는 황교안 전 국무총리가 윤 대통령 변호인단에 합류했다.
20일 오전 10시, 제1심 1차 공판준비기일이 열렸고, 윤 대통령은 헌정 사상 처음으로 형사재판에 출석한 현직 대통령이 되었다. 이날 구속취소 심문도 함께 진행되었으며, 변호인단은 구속 사유가 소멸되었다고 주장했다. 재판부는 2차 공판준비기일을 다음달 24일로 지정했고, 검찰은 주 2~3회의 집중 심리를 요청했다.
21일, 윤석열 측 변호인단은 탄핵 기각 시 국정 공백을 최소화하기 위해 구속을 취소해야 한다는 의견서를 제출했다. 이어 24일에는 법원 내 인사이동으로 일부 담당 판사가 교체되었다.

### 3월
2025년 3월 7일, 서울중앙지법 형사25부는 내란수괴 혐의로 구속된 윤석열 전 대통령의 구속 취소 청구를 받아들였다. 법원은 구속 취소 결정문(2025초기619)에서 윤석열 측 주장을 인용하였다. 그러나 이는 형사소송법 제66조 제1항에서 정한 구속기간 산정에 있어 영장 심사 기간을 ‘날’ 단위로 계산해야 하는데 "날을 ‘시간’ 단위로 환산해 33시간을 실제 시간으로 반영하여 윤석열의 구속기한은 1월 26일 오전 9시 7분까지로 조정되었고, 그 이후의 기소는 구속기간을 넘겼다고 판단한 것은 잘못"이라는 논란이 있었으나 헌법재판소가 "보석과 구속집행정지할 때 검사가 즉시항고하면 효력을 정지하는 것은 위헌"이라고 결정한 것에 대해 검찰이 위헌 논란을 의식하여 법원의 구속 취소 결정을 수용하여 즉시항고를 포기하고 석방했는데 2025년 3월 10일, 수사팀을 이끄는 박세현 검찰 특수본부장은 '검찰이 구속 취소에 대해 즉시항고를 포기한 데 이어 보통항고도 고려하지 않는 것이냐'는 질문에 "변동사항은 없다"고 말했다. 법원의 판단이 옳은지 다퉈볼 기회를 검찰이 스스로 포기한 것 아니냐고 묻자 "말씀드린 그대로"라면서 "법리적인 측면도 있다"고 답했다. 결국 검찰은 법원의 판단을 다시 구하지 않기로 방침을 정했다.
2025년 3월 11일, 대검찰청은 11일 장준호 정책기획과장 명의로 "구속기간 산정 방식과 관련해 오랜 기간 형성돼 온 법원 및 검찰 실무례에 부합하지 않는 법원의 구속취소 결정이 있었다"며 "즉시항고를 제기하지 않았으나 법원 판단에 동의하기 어려워 본안 재판에 적극적으로 의견을 개진해 바로잡을 예정"이라고 윤 대통령 사건 대응 방안을 설명하고 대검찰청은 이어 "각급 청에서는 대법원 등의 최종심 결정이 있기 전까지 원칙적으로 종전과 같은 방식으로 구속기간을 산정하되, 수사가 마무리된 경우에는 가급적 신속히 사건을 처리해달라"고 하여 "윤석열 대통령에 대한 구속취소를 결정한 재판부가 구속 기간을 '시간'으로 계산해야 한다고 판단했지만, 검찰은 기존대로 '날'로 산정하라"는 방침을 내린 것으로 알려져 특혜 논란으로 비화되었지만이는 과거에 피고인이 집행유예를 선고받아도 검사가 항소하면 "판결이 확정되지 않았다"는 이유로 피고인을 석방하지 않다가 1995년 12월 29일 개정 형사소송법이후 집행유예가 선고되면 피고인을 석방하는 것이 확립된 것과 형평성이 맞지 않다. 판결 선고가 있어도 석방하는데 윤석열은 아직 재판도 없는데 석방하지 않으면 논란
3월 31일 진행된 2차 공판기일에서 임정주 경비국장은 "포고령에 따라 국회 출입을 완전 통제하라고 서울청에 전달하라는 조 청장의 지시를 받아 오부명 당시 서울청 공공안전차장에게 이를 전달했다"고 증언하며 "(국회 봉쇄에 대해) 항의가 많다고 했지만 조 청장이 통제를 유지하라 했다"며 "'조 청장이 포고령대로 하지 않으면 우리가 체포된다'고 말했다"고 밝혔다.

### 4월
비상계엄 당시 윤석열 대통령의 지시를 받아 경찰병력 약 2000명을 동원해 국회와 중앙선거관리위원회 시설들을 봉쇄하여 내란중요임무종사 혐의로 기소된 조지호 경찰청장과 김봉식 전 서울경찰청장 윤승영 전 경찰청 국가수사본부 수사기획조정관과 목현태 전 국회경비대장에 대한 3차 공판기일을 4월 7일에 진행했다. 다만 혈액암 투병 중인 조 청장은 건강상 이유로 불출석했다.
조지호 청장 변호인은 "국회 출입에 대한 통제 결정이 조 청장의 일방적 지시가 아닌 논의를 거쳐 결정한 것 아니냐"는 취지로 '조 청장이 논의 없이 지시했느냐', '조 청장과 포고령을 검토했다 하면 처벌받을까 두렵거나 기억 혼선에 의한 잘못된 진술 아니냐'고 묻자 임 경비국장은 "경황이 없는데 관련해서 논의하는 건 말이 안 된다"며 "조 청장은 대통령 등에 수 시간 전 지시를 받았다. 많은 생각과 판단을 했을 텐데 경황없는 경비국장한테 상의할 거라고 추정하는 건 무리라 생각한다"고 했다 조지호 청장 변호인이 "증인이 오 전 차장으로부터 국회 통제 재고 요구를 받고 조 청장에게 보고하자 조 청장이 '포고령대로 하지 않으면 우리가 체포된다'라고 얘기했냐"고 묻자 "명확히 기억난다. '체포당할 수 있다'는 말씀이었다 조 청장이 TV로 당시 상황을 지켜볼 때 지나가는 듯이 군이 국회 경내에 있는 장면에서 '이제 왔네'라는 뉘앙스로 말한 것을 기억한다"고 말했다.

4월 10일 오전 김용현 전 장관과 노상원 전 국군정보사령관, 김용군 전 제3야전군사령부 헌병대장의 공판에서 지난 기일에 이어 검찰의 비공개 재판 요청을 받아들여 "국가 안전 보장"을 이유로 이날 예정된 정성욱 정보사령부(정보사) 대령에 대한 증인신문을 공개하지 않고 진행했다. 증인 심문에 앞서 양측은 △위법수집증거 여부 △내란죄 성립 요건 △검사의 수사 범위 등을 놓고 치열한 의견 다툼을 벌였다. 위법 수집 증거 주장에 대해 검찰이  "서울고검에 파견된 군검찰 조사 절차에는 문제가 없다"며 "어떤 규정을 근거로 위법을 주장하는지 구체적으로 밝혀달라"고 했다. 김 전 장관 측이 제기한 '검찰의 수사권 부재' 주장에 대해서도 "이미 수차례 사법적 판단을 받은 사안"이라며 일축하고 "대질신문이 강제수사에 해당한다"는 주장에 대해서는 "형사소송법상 적법한 수사 방식이며, 통화 녹음 파일도 임의제출된 것으로 절차상 문제가 없었다"고 강조하며 김 전 장관이 내란죄 실행에 착수한 만큼 혐의가 성립된다고 재차 주장하자 김 전 장관 측은 탄핵심판 결정문 84페이지를 근거로 "(헌재가) 계엄 선포는 정치적 판단이었고 객관적 현실이나 다수 국민의 지지를 떠나 정치적으로 존중받을 수 있다고 인정했다"고 하면서 "주관적 동기가 반헌법적이거나 불순하다고 단정하지 않았다"며 내란죄의 구성 요건인 '국헌문란' 목적 자체가 없었다는 점을 헌재가 인정한 것이라고했다.
검찰 측이 최상목 부총리 겸 기획재정부 장관과 조태열 외교부 장관에 대한 증인으로 신청했다가 일정상 탄핵 심판 변론기일에 출석해 이진우 수방사령관으로부터 '국회 내부에 들어가서 의원들을 끌어내라'는 지시를 받았다는 핵심 증언을 한 조성현 육군 수도방위사령부 1경비단장과 이상현 특전사 1공수여단장으로부터 같은 지시를 받은 김형기 특수전사령부 제1특전대대장이 증인으로 변경된 4월 14일에 열린 윤석열 첫 공판기일에 검찰이 공소사실을 요약해 발표하자 "공소장이 너무 길다"고 지적하며 말문을 뗀 윤석열은 "몇 시간 만에 비폭력적으로 국회의 해제 요구를 즉각 수용해서 해제한 사건을, 조서를 공소장에 박아 넣은 듯한 이런 구성을 내란이라고 하는 것 자체가 참 법리가 맞지 않다고 생각한다"고 주장하면서 "헌법재판소 심판정에서 많이 탄핵당하고 실체가 밝혀졌는데 전혀 반영되지 않고 내란 몰이 과정에서 수사기관의 유도에 따라 진술한 부분들이 검증없이 반영됐다"며 김용현 전 국방부 장관 등과 삼청동 안가에서 모여 내란을 모의했다고 주장한 부분에 대해  "문재인 정부 시절 방첩사령부 베테랑 수사관을 대부분 쫓아내고 정보 수사 역량을 반 이하로 감축시켜 우리 군사 방산 정보 유출이 취약한 상태가 됐다"며 "방첩사 역량을 보강하기 위해 국정원이 적극 지원하라고 했고, 김 전 장관을 국방부 장관직에 앉혔다는 검찰 주장에 대해서  "국가 내밀한 보안 사항을 말씀드릴 수는 없지만, 그동안 국방장관과 안보실장을 쭉 외교전문가들이 해왔는데, 국방 전문가로 보강해야 할 필요가 있었다"고 해명했다. 내란을 사전 모의했다는 혐의를 받는 문상호 전 정보사령관을 유임시켰다는 의혹에 대해서도  '군 내 위계질서를 고려한 인사조치'였다며 "사후 계엄과 비상조치 때문이라는 것은 이 시기에는 그런 부분을 염두에 둔 자체가 없다"고 부인하면서 "평화적인 대국민 메시지 계엄"이었다며 "단기이든 장기이든 군정 실시 계엄이 아니라는 것은 계엄 진행 경과를 볼 때 자명하다"고 했다．
검찰이 윤 전 대통령, 김용현 전 국방부 장관 등이 삼청동 안가에서 모여 내란을 모의했다고 주장한 부분에 대해 윤 전 대통령은 "문재인 정부 시절 방첩사령부 베테랑 수사관을 대부분 쫓아내고 정보 수사 역량을 반 이하로 감축시켜 우리 군사 방산 정보 유출이 취약한 상태가 됐다"며 "방첩사 역량을 보강하기 위해 

"곽종근 전 육군 특수전사령관은 중앙선거관리위원회 과천청사와 민주당사, 여론조사 업체 '여론조사 꽃' 등을 확보하라는 지시를 받았다"고 밝히며 "김용현 전 장관은 조지호 전 경찰청장과 김봉식 전 서울경찰청장 등에게 민주당사와 '여론조사 꽃' 등 비상계엄 계획이 기재된 A4용지를 건네면서 계엄군이 출동할 건데 경찰이 협조해달라고 당부했다"고 설명하자 윤석열은 직접 진술 기회를 얻어, 검찰의 공소사실 PPT(프레젠테이션) 자료를 하나하나 넘기며 "민주당사와 '여론조사 꽃'은 지시한 바 없다"면서 "이곳에 병력이 출동한다는 김 전 장관의 말을 듣고 즉각 중지하라고 명령했다 거기에는 갈 수 없다. '민주당사를 가면 국민의힘 당사도 가야지, 왜 당사 건물에 가느냐?'고 했다 처음에도 (민주당사, '여론조사 꽃'에 군 투입을) 지시한 바 없고, 듣고 즉시 중단시켰다"고 반박했다.
검찰이 "피고인(윤 전 대통령)이 '그 정도라면 국회와 선관위에 투입하면 되겠네'라고 말했다 이는 헌법에 의해 설치된 국가기관을 강압에 의해 전복하고 권능 행사를 불가능하게 하는 걸 의미한다 선관위의 부정선거 의혹 등으로 인한 국정의 어려움을 이유로 계엄을 선포하기로 했다 영장 없이 선관위 관계자를 체포·구금하려고 했고, 선관위 전산자료를 영장 없이 압수하고자 했다"고 덧붙이자 윤석열은 "2023년 하반기에 선관위 점검하고 보고받았는데, 너무 문제가 심각해서 시스템이 가동되는지 스크리닝하라고 보냈지, 부정선거를 수사하라고 보낸 것이 아니다 부정 선거 의혹을 수사하려면 사람들을 데려와 조사해야 하는데, 계엄 상태가 장기간 유지될 수 없어 수사는 불가능하다 영장주의를 위반한 압수수색을 했다는 건 지시한 바도 없다"고 하자 재판부는 "지금까지 40분 동안 진술했는데, 오후에 20분 시간을 더 드리겠다"고 제지했다.
공소장이 너무 길다고 지적하며 말문을 뗀 윤석열은 "몇 시간 만에 비폭력적으로 국회의 해제 요구를 즉각 수용해서 해제한 사건을, 조서를 공소장에 박아 넣은 듯한 이런 구성을 내란이라고 하는 것 자체가 참 법리가 맞지 않다고 생각한다"고 주장했다.
비상계엄 선포에 대해 "(김용현 전 국방부) 장관에게 11월 27~29일에 이야기하면서 월요일 상황을 보고 검사들까지는 모르겠지만 감사원장에 대한 탄핵안 발의도 굉장히 부담스러울 텐데 탄핵안 발의를 안 한다면 (계엄을) 그냥 없던 일로 하자고 하고 준비시켰다"고 말하며 노상원·문상호 전 정보사령관이 비상계엄을 사전 공모했다는 의혹에 대해서 "계엄이란 건 대통령이 결정하는 것"이라며 "대통령이 결정도 안 했는데 이런 이야기를 하는 것은 모르겠다"고 하면서 노 전 사령관에 대해서도 "저는 전혀 아는 바가 없다"고 선을 그었다.

이어 윤 전 대통령은 검찰이 공소장에 담은 군·경 관계자들의 진술 내용은 검찰 유도에 의한 진술이었다며 사실과 다르다는 점을 강조했다.
그는 "헌법재판소 심판정에서 많이 탄핵당하고 실체가 밝혀졌는데 전혀 반영되지 않고 내란 몰이 과정에서 수사기관의 유도에 따라 진술한 부분들이 검증없이 반영됐다"고 지적하면서 검찰이 준비한 PPT를 하나씩 짚어가며 검찰 주장을 반박했다.
우선 검찰이 윤 전 대통령, 김용현 전 국방부 장관 등이 삼청동 안가에서 모여 내란을 모의했다고 주장한 부분에 대해 윤 전 대통령은 "문재인 정부 시절 방첩사령부 베테랑 수사관을 대부분 쫓아내고 정보 수사 역량을 반 이하로 감축시켜 우리 군사 방산 정보 유출이 취약한 상태가 됐다"며 "방첩사 역량을 보강하기 위해 국정원이 하라고 지시했다"고 밝혔다
1차 공판에서 조성현 경비단장이 "의원을 끌어내라는 지시를 받았다"고 말하자 윤석열이 끼어들어 "반대신문을 제가 할 건 아닌데 그 증인이 오늘 나와야 했는지, 그렇게 급했는지, 순서에 대해서도 이해가 안 되는 부분이 많이 있다"고 반박했다
재판부가 법정 촬영을 허가한 가운데 4월 21일에 열린 2차 공판에서 "국회의원을 끌어낸다고 해도 어디에 구금할지, 감시하고 지켜볼지에 대한 (계획이) 없다면 의원들이 다시 국회로 들어갈 텐데, 국회의원을 끌어내라는 게 즉흥적으로 할 수 없는 작전 아니냐"고도 묻자 조 경비단장은 "먼저 군사 작전에는 의원을 끌어내라는 지시가 있을 수 없다"며 "왜 그렇게 지시했을까. 잘 알고 계시는데"라고 하면서 "불가능한 지시를 왜 내리는지 모르겠다"고 했다.

윤석열 측이 헌법재판소에서 "국회의원을 끌어내라는 이진우 수방사령관 말이 대통령 지시라는 얘기를 들어본 적 없다"고 했다며 "평소 이진우 사령관은 상부 지시를 자신의 언어로 해석해서 전달한다"던 조 단장은 "서강대교 넘지 말라"고 지시했던 2특임대대 윤 소령의 검찰 진술과 안 맞는다고 하면서 "본인이 의원 끌어내란 지시를 하지 않았냐"고 추궁하며 "검찰 조사, 헌재 증언, 법정 증언이 다 다르다 진술 번복 이유가 자신의 지시가 문제가 있는 거란 판단에 유리한 쪽으로 변경한 것으로 보인다" "(부하와) 구체적으로 무슨 일이 있었던 것이냐"고 물었고, 이에 조 단장은 거듭된 질문에 부하가 어떤 상황인지 묻자 자신이 "1경비단 전체 임무를 설명해준 것일 뿐"이라고 답했고  '국회 안 인원은 국회의원이라는 거냐. 증인이 그렇게 지시했다는 거냐'라고 재차 물었고, 조 단장은 "제가 지시한 것이 아니다. 인원인지 의원인지 기억나지 않지만 전반적 상황에서 국회의원이 아닌 다른 인원이 있을 수 없었다"라고 대답했다.
이후로도 비슷한 취지의 질문이 이어지자 조 단장이 “수 차례 진술했다”라며 재판부를 향해서도 항의해 재판부가 이를 받아들여 정리하는 등 신경전이 벌어졌으나 윤석열 측은 이날 거듭 조 단장의 증언 신빙성에 의문을 제기하며 "위증하면 처벌받는다. 정확히 말하라"고 했다.
마지막으로 하고 싶은 말 있느냐는 재판부 물음에 김형기 대대장은 “저는 사람에게 충성하지 않고 조직에 충성한다”면서 “과거나 지금이나 바뀌지 않는 것은 국가와 국민을 지키는 것”이라며 “지난 12월 3일에 받은 임무는 제가 어떻게 하겠냐. 아무 일도 하지 않았고 그렇기 때문에 아무런 일도 일어나지 않았다. 군이 더 이상 정치적 수단에 이용당하지 않길 원한다”고 덧붙였다.

### 5월
5월 26일 열린 5차 공판에서 이상현 육군특수전사령부 제1공수여단장이 "당시 곽종근 전 특수전사령관이 '국회의원을 끄집어내라'거나 '문을 부수고 들어가라'는 등  지시를 들었다는 말을 했다"고 하면서 “(곽 전 사령관이) 상부와 화상회의를 했다고 들었다”며 “‘누가 그런 지시를 했느냐’고 묻자 ‘대통령’이라는 말을 들었다”고 말했다. "곽 전 사령관이 처벌 받지 않으려 거짓말 했을 가능성 있다는 생각을 하지 않느냐”는 윤석열 측의 질문에도 “거짓말하려고 군생활 하지 않았다”고 말했다.

### 6월
방첩사 방첩수사단 소속 신모 소령은 6월 5일  조지호 경찰청장 등 경찰 수뇌부의 내란중요임무종사 등 혐의 속행 공판에 증인으로 나온 방첩사 방첩수사단 신 모 소령은 "국회로 출동한 국군방첩사령부 수사관들이 이재명 우원식 한동훈 등을 붙잡아 신병을 넘기라는 지시를 받았다"고 증언했다

### 7월
윤석열은 7월 10일 7월17일 7월 24일 열린 공판에 출석하지 않았다.

### 8월
8월 11일에 열린 공판에서 재판부가 서울구치소에서 "인치가 곤란하다"는 내용으로 입장을 밝힌 불출석 피고인 조사 결과를 설명하자 내란 특검 박억수 특검보는 "구인영장 발부 등 상황 변경이 생기는 경우 재판 진행 협력에 만전을 기하겠다는 보고서를 제출했다"며 "피고인이 형사소송법상 출석의무를 저버린 채 네 차례 기일 모두 불출석한 만큼, 구인영장 발부 등 재판부의 단호한 조치를 촉구드린다"고 했으나 현행 법률에 의하여 교도관이 강제력을 행사할 수 없어 재판부는 "궐석 재판으로 진행하겠다"고 하면서 "이에 대한 불이익은 피고인이 감수해야 한다"고 했다.